# Zanzopsis maculiceps
Zanzopsis maculiceps är en stekelart som först beskrevs av Szepligeti 1914.  Zanzopsis maculiceps ingår i släktet Zanzopsis och familjen bracksteklar. Inga underarter finns listade i Catalogue of Life.